# Räuberberg (Phöben)
Als Räuberberg wird eine ehemalige slawische und frühdeutsche Wallanlage an der Havel bei Phöben bezeichnet. Phöben ist ein Ortsteil der Stadt Werder (Havel) im Landkreis Potsdam-Mittelmark in Brandenburg.

## Geschichte
Für die Zeit zwischen der Abwanderung der germanischen Bevölkerung und dem massiven Zuzug der Slawen aus dem Süden und Osten wird für etwa 150 Jahre ein siedlungsfreier Raum zwischen Elbe und Oder angenommen. Zwischen dem 5. und dem 7. Jahrhundert ist durch Grabungsbefunde unter anderem im Brandenburger Raum in bescheidenem Umfang noch germanische Besiedlung nachgewiesen, was der Theorie einer völligen Siedlungsleere widerspricht. Ab dem 6. Jahrhundert kommt es dann zur Landnahme durch slawische Stämme aus dem schlesischen und böhmischen Raum. Etwa zwei Kilometer nordnordwestlich des Ortskerns von Phöben liegt der sogenannte „Räuberberg“, eine slawische und frühdeutsche Wallanlage auf einer kleinen Halbinsel, die in die Havel vorspringt. Der befestigte Wohnplatz war durch zwei Abschnittswälle und einen Wassergraben zur Landseite hin geschützt. In frühdeutscher Zeit wurde darauf eine Burg errichtet. Die damals bis zu drei Meter hohen Wälle sind heute fast komplett eingeebnet und nur noch auf alten Luftaufnahmen deutlich zu erkennen. Innerhalb befanden sich eine nahezu kreisrunde Kernburg mit einem Durchmesser von etwa fünfzig Metern und in Richtung der zwei vorgelagerten Wälle eine Vorburg. Die Niederungsburg wird jedoch im Landbuch von 1375 nicht mehr erwähnt, ist also schon vorher aufgegeben worden. Der südliche Teil des im Ursprung mittelslawischen Ringwalls wurde am Ende des 19. Jahrhunderts, vermutlich 1879 als Gartenerde verkauft. Der Rest des Bodendenkmals wurde zur Wiesenverbesserung von ansässigen Bauern abgetragen. Von 1930 bis 1945 wurden die letzten Überreste der Ringburg überpflügt und nahezu eingeebnet. Auch die beiden westlichen Abschnittswälle wurden in jener Zeit abgetragen.

## Nutzungsphasen

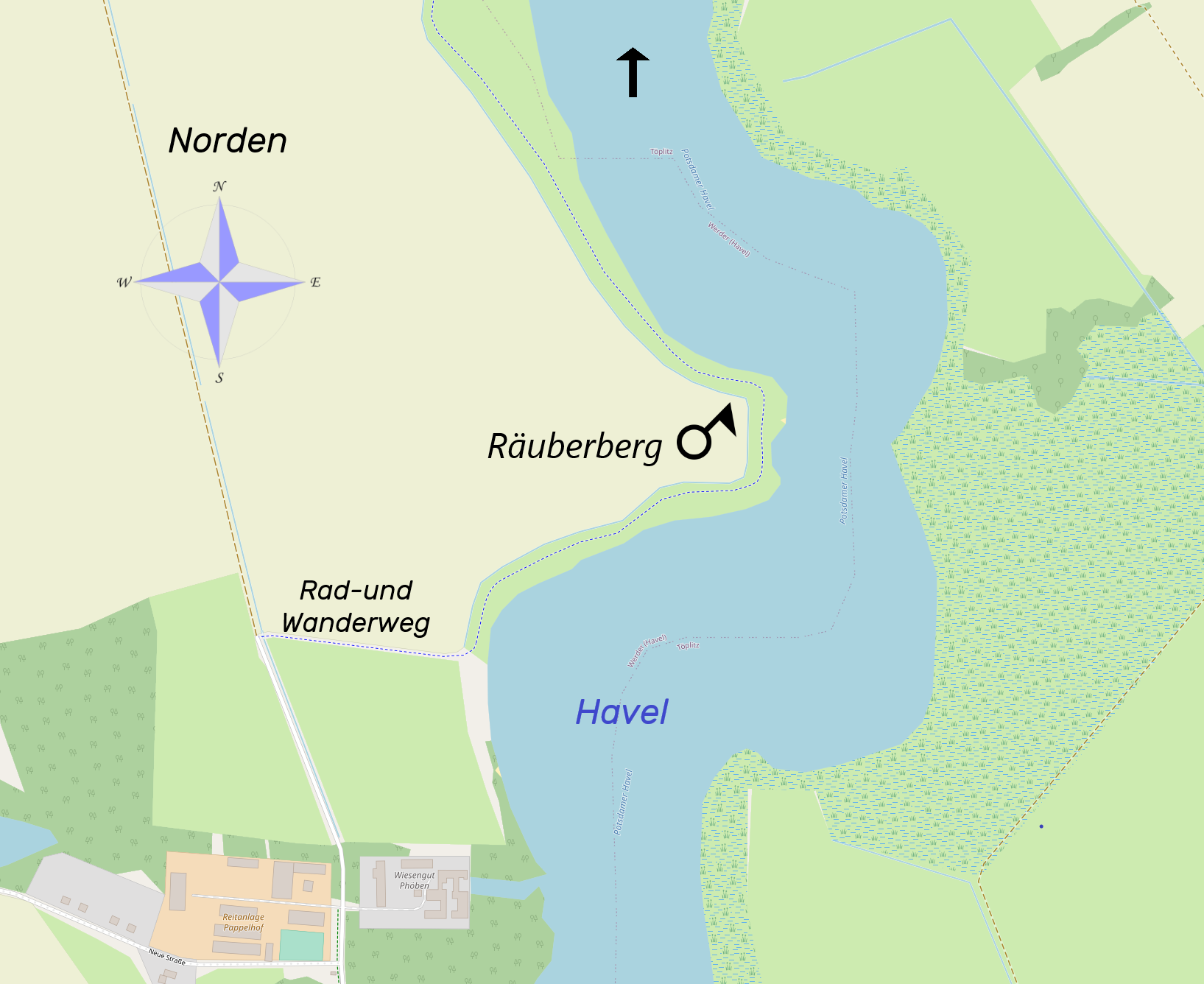
Lage auf der Landspitze in der Havel

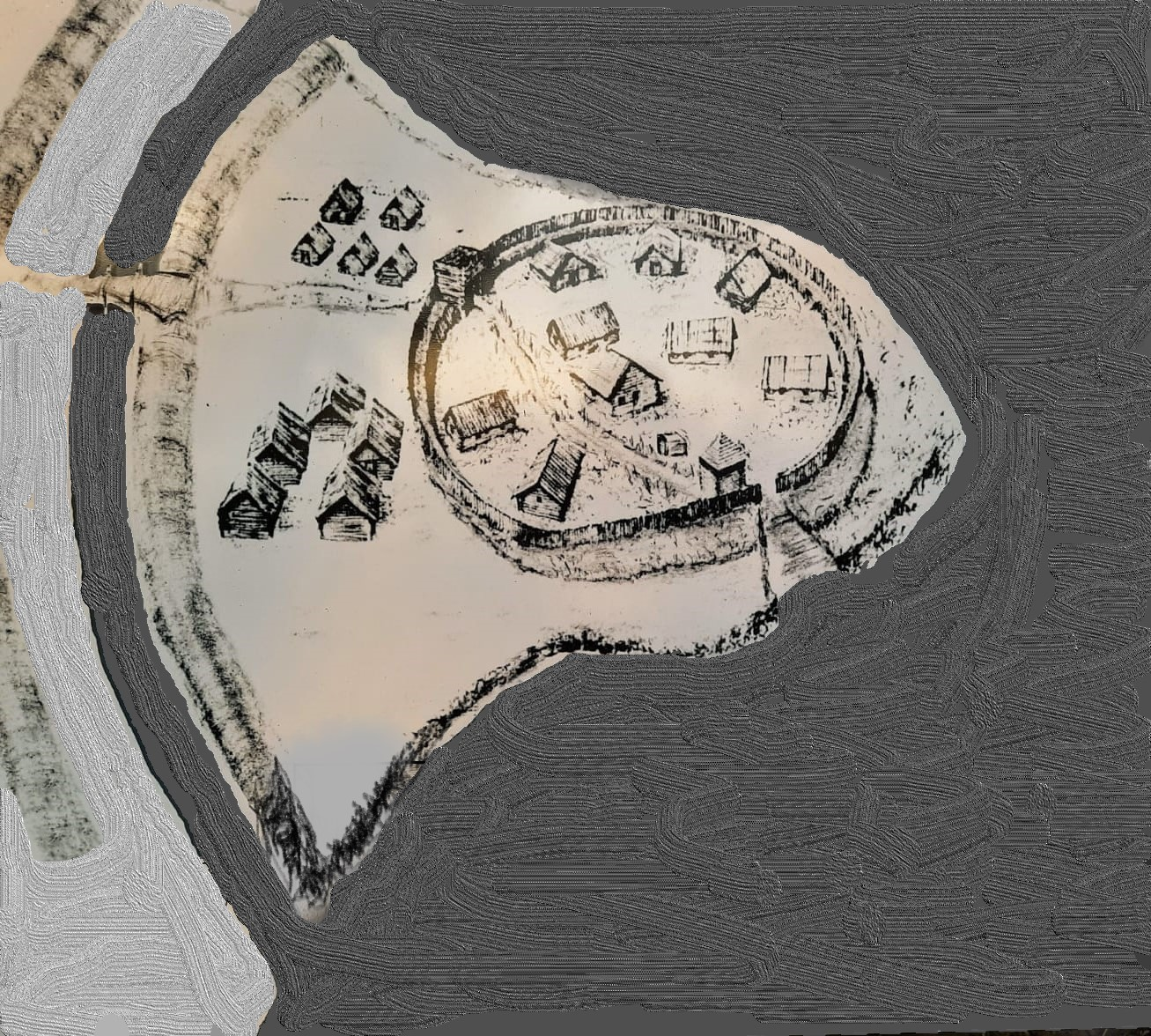
Vermutetes Aussehen der Anlage

Ab der Mitte des 9. Jahrhunderts wurde der Platz als offene slawische Siedlung mit einem Umfang von etwa 175 Metern genutzt. Um das Jahr 900 wurde eine erste mittelslawische Burganlage errichtet. Nach anhaltenden Überschwemmungen wurde die Anlage gegen Ende des 10. Jahrhunderts aufgegeben. In der zweiten Hälfte des 12. Jahrhunderts, in früh-deutscher Zeit, kam es zur erneuten Besiedlung und der Errichtung einer Turmhügelburg und der Anlage des äußeren vorgelagerten Walles. Der Mühlenstau in der Stadt Brandenburg führte im gesamten, mit zahllosen Seen ausgestatteten Havelgebiet zwischen Brandenburg und Spandau zu einer einheitlichen Wasserstandsanhebung von 1,2 Meter und damit zu einer weitflächigen Überflutung. Aufgrund des Anstieges des Wasserspiegels der Havel und häufiger Überflutung durch den Bau der Mühlenstaue in Brandenburg wurde die Burg im 13. Jahrhundert aufgegeben.

## Archäologische Untersuchungen
Zu ersten archäologischen Untersuchungen des Gebietes kam es im Jahre 1880. In den Jahren 1911 und 1913 wurde das Bodendenkmal erneut erforscht. 1932 legte Richard Hoffmann, Archäologe und langjähriger Mitarbeiter des Städtischen Museums Potsdam, Schnitte an. Im Jahr 1980 kam es zu einer Notbergung durch Klaus Grebe, als ein Wassergraben durch das bereits abgetragene Bodendenkmal angelegt wurde. Im Winter 2017 wurde eine erneute archäologische Untersuchung im Bereich des früheren Burggrabens durchgeführt und dabei Hacksilber aus ehemals arabischen Münzen, den sogenannten Dirham, geborgen. Sie werden dem Ende des 9. Jahrhunderts zugeordnet.

## Trivia
Im weiteren Verlauf des Mittelalters soll die inzwischen verfallene Burganlage einigen Gesetzlosen als Unterschlupf gedient haben und Ausgangspunkt für Überfälle unter anderem auf die Schifffahrt auf der Havel gewesen sein. Die heutige Bezeichnung „Räuberberg“ soll so entstanden sein.

### Die Sage

#### Der Räuberberg bei Feeben
Zitat nach Adalbert Kuhn: Wenn man von dem Dorf Feeben (Phöben), das unweit des Städtchens Werder liegt, dem Lauf der Havel folgt, so kommt man etwa auf der Hälfte des Weges zwischen Feeben und Paretz am linken Ufer des Flusses an eine Landzunge, die von der Landseite her überall mit niedrigen Wiesen umgeben ist und auf der eine offenbar künstliche Anhöhe liegt, welche der Räuberberg oder Rööwerbarch genannt wird. Sie ist ziemlich hoch, liegt dicht an der Havel, und die Wände sind sehr steil; etwa 200 Schritt davon sieht man noch eine wallartige Erhöhung mit Spuren von Gräben, die auf beiden Seiten bis an die Havel reicht. Auf dieser Höhe hat, wie erzählt wird, das adlige Geschlecht derer von Rochow sein Stammschloss gehabt, und sie sollen hier die Schiffe, welche die Havel herauf- und hinabfuhren, gebrandschatzt und geplündert haben, und damit ihnen ja keines entginge, hatten sie folgende Vorrichtung gemacht: Sie sperrten den Strom nachts mit einer Kette, die aber unter dem Wasser, jedoch hart an der Oberfläche, hinlief; an dieser war ein Draht befestigt, der bis zu einer in der Burg befindlichen Glocke reichte. Fuhr nun ein Schiffer, der nichts von dieser Einrichtung wußte, die Havel daher, so stieß er an die Kette, und die Glocke verriet darauf den Leuten in der Burg, daß eine Beute da sei, welche dann auch gleich herausstürzten und sie in Beschlag nahmen. So haben sie denn hier große Schätze zusammengehäuft, die zum Teil noch da vergraben liegen, denn man sieht oft genug die kleinen blauen Flämmchen brennen, die in der Regel das Verborgensein eines Schatzes verraten. Einige Leute haben diesen auch einmal heben wollen, sind aber durch allerhand Dinge zum Lachen gebracht und dadurch abgehalten worden, still weiter zu graben; so haben sie auch gesehen, daß ein Hahn einen gewaltigen Balken hinter sich hergeschleppt hat und dergleichen mehr, da haben sie natürlich laut aufgelacht und konnten so den Schatz nicht bekommen.